# Campamento Morelos
Campamento Morelos är en ort i Mexiko.   Den ligger i kommunen San Blas och delstaten Nayarit, i den sydvästra delen av landet, 800 km väster om huvudstaden Mexico City. Campamento Morelos ligger 34 meter över havet och antalet invånare är 641. Den ligger på ön Isla María Madre.
Terrängen runt Campamento Morelos är kuperad åt nordväst, men åt sydväst är den platt. Havet är nära Campamento Morelos österut.  Närmaste större samhälle är Campamento Aserradero, 12,9 km nordväst om Campamento Morelos. 